# Curia Raetorum

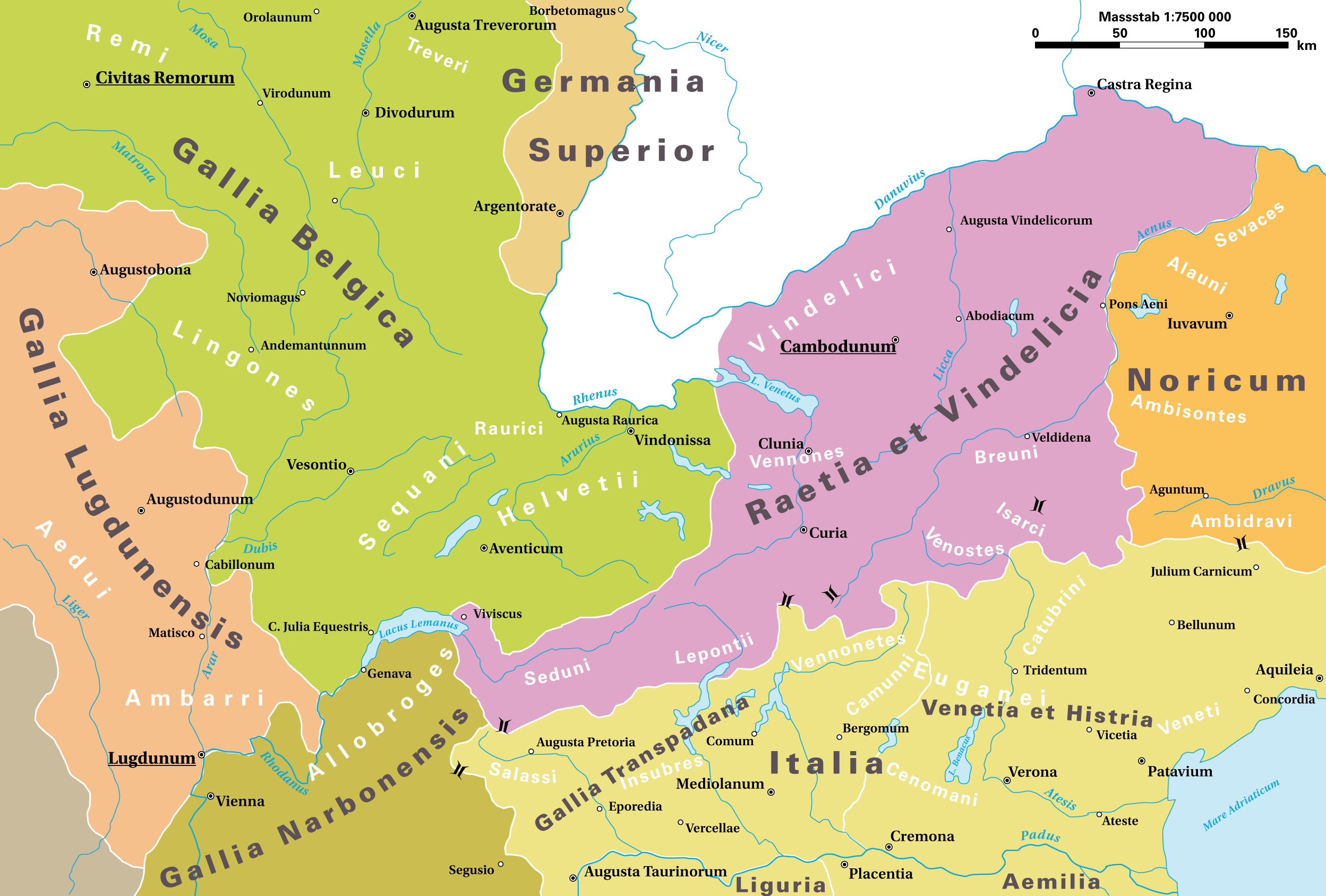
Karta över det romerska provinsen Raetia et Vindelicia. Orten Curia är utsatt.

Curia Raetorum var en romersk bosättning (vicus) vilken låg i centrum av den nuvarande staden Chur i Schweiz. Ursprunget var förromersk och namnet 'Curia' kan härledas ur ett lokalt stamnamn. Sedan Raetien införlivats med det romerska riket romaniserades befolkningen. Orten var en knutpunkt och skyddades av en militär garnison. I samband med Diocletianus administrativa reformer delades provinsen Raetia et Vindelicia i två provinser. Curia Raetorum blev då huvudort för provinsen Raetia Prima och var sedan åtminstone 451 säte för en katolsk biskop.